# УПА-Север
Оперативная группа «УПА-Север» (укр. УПА-Північ) — структурная единица Украинской повстанческой армии. Действовала на территории Волынской, Ровенской, Житомирской и частично Киевской областей Украины, а также на юге Белоруссии.

## История

### 1942
Весной 1942 года население Волыни и Полесья начало по своей инициативе создавать вооружённые отряды самообороны для того, чтобы защищать свои сёла. Находившееся в подполье руководство ОУН (б), занимавшееся военным обучением своих членов, приняло решение возглавить эту стихийную инициативу и перевести её в организованное русло. Это взял на себя Дмитрий Клячкивский («Охрим»), краевой проводник ОУН на Северо-западных украинских землях (СЗУЗ — Волынь, Южное Полесье, Холмщина, Люблинское Подлесье).
Во второй половине 1942 года в рамках ОУН осуществлялась разработка мобилизационных планов, накапливались запасы оружия и велась подготовка военных кадров. На территории Дубновского и Кременецкого районов во второй половине 1942 года действовало 15 центров военной подготовки, в каждом из которых обучались группы численностью до ста человек.
В октябре 1942 года на Северо-западных украинских землях были сформированы два первых отряда украинских националистов (отдела), вскоре выросших до уровня сотни; к концу года были созданы ещё три сотни, а в феврале 1943 года появились первые курени. В декабре 1942 года Сарненский окружной проводник Иван Литвинчук («Дубовой») распорядился сформировать ещё одну сотню особого назначения под командованием Фёдора Воробца («Верещаки»), которая была отправлена в рейд на территорию Житомирской области для оценки возможностей развёртывания повстанческой активности в этом регионе, не имевшем разветвлённой подпольной сети ОУН.
Оккупационные власти в своих документах о деятельности бандеровцев отмечали, что «первые украинские националистические банды появились в районе Сарн в сентябре 1942 года. Постепенно их действия распространились на район Костополь  — Людвиполь — Березно. С первой половины марта следующего года украинские банды распространили свои действия на юг района Ровно  — Дубно  — Звягель (Новоград-Волынский), а во второй половине марта и в апреле — на западные и южные районы Волынской, Ровненской и северные районы Тернопольской и Каменец-Подольской областей».

### 1943
Координацией действий отрядов и организационным развитием УПА в регионе руководил уполномоченный делегат Краевого военного штаба при Проводе ОУН полковник «Шелест» (настоящее имя — Василь Сидор), известный также под псевдонимами «Конрад» и «Зов», первый начальник штаба УПА-Север. Активную роль в создании УПА на Волыни сыграли Василь Ивахив и Юлиан Ковальский, начавшие переговоры для объединения сил ОУН (б) с «бульбовцами» из «Полесской cечи» Тараса Боровца.
20-30 марта 1943 года в ряды УПА-Север влились дезертиры-украинцы из волынской и полесской украинской вспомогательной полиции, что привело к существенному увеличению численности УПА в этом регионе.
В мае были сформированы первые крупные (более 500 человек) формирования УПА:
- Первая группа УПА — командир Иван Литвинчук («Дубовой»), начальник штаба Микола Левицкий («Макаренко»);
- Украинская повстанческая группа «Озеро» — командир Юрий Стельмащук («Рудый»);
- Отряд УПА «Котловина»;
- Южная группа УПА — командир Пётр Олейник («Эней»).

После гибели Ивахива и Ковальского (13 мая 1943 года) первым командующим УПА-Север стал Дмитрий Клячкивский, взявший псевдоним «Клим Савур». Он оставался на этом посту до своей гибели в феврале 1945 года.
Весной 1943 года к УПА примкнул бывший полковник армии УНР Леонид Ступницкий, сменивший полковника «Шелеста» в должности начальника штаба УПА-Север. Под псевдонимом «генерал Гончаренко» он занимал эту должность вплоть до своей гибели 30 июля 1944 года.
В связи с тем, что действия вооружённых отрядов украинских националистов постепенно охватили все районы Волыни и Полесья, Главное командование УПА приняло решение об организационном выделении военных округов.
Структура УПА-Север по состоянию на осень — зиму 1943 года:
- ВО-1 «Заграва» — командир Иван Литвинчук («Дубовой»), начальник штаба Микола Левицкий («Макаренко», начальник политического штаба Сергей Качинский («Остап») — север Ровненской области, Полесье;
- ВО-2 «Богун» — командир Пётр Олейник («Эней»), комендант Пташка (Сильвестр Затовканюк)) — юг Ровненской области и район Кременца (Тернопольская область);
- ВО-3 «Туров» — командир Микола Якимчук («Олег») — районы Луцка, Владимира-Волынского и Ковеля, а также юг Белоруссии (район Кобрина — Бреста);
- ВО-4 «Тютюнник» — командир Фёдор Воробец («Верещака») — Житомирская область, запад Киевской области.

В конце 1943 года Провод ОУН во главе с Романом Шухевичем принял решение о реформировании структуры УПА и расширении её деятельности. В соответствии с этим решением на базе части отрядов ВО-2 «Богун» и краевого провода ОУН на Юго-восточных украинских землях было сформировано командование УПА-Юг.

### 1944—1946
К началу 1944 года линия советско-германского фронта приблизилась к территории, на которой действовали формирования УПА. Немецкие учреждения были эвакуированы из Ровно и Луцка 10-11 января, советские войска заняли Ровно 3 февраля, Луцк — 2 февраля. По состоянию на конец февраля линия фронта проходила через Ровно — Луцк — Шепетовку — Корсунь — Никополь — Кривой Рог. Учитывая ситуацию, командование УПА приняло решение о передислокации своих сил на территорию, занятую советскими войсками.
Структура УПА-Север в первой половине 1944 года:
- Командующий — полковник Дмитрий Клячкивский («Клим Савур»);
- Начальник штаба — полковник Михаил Медведь («Карпович-Кременецкий»)
- Начальник политического отдела — Яков Бусел («Галина»).
- ВО-1 «Заграва» — командир Иван Литвинчук («Дубовой»);
- ВО-2 «Богун» — командир Пётр Олейник («Эней») (в феврале передан в состав сектора УПА-Юг);
- ВО-3 «Туров» — командир Юрий Стельмащук («Кайдаш»);
- ВО-4 «Тютюнник» — командир Фёдор Воробец («Олекса Глид»).

В июле-августе 1944 года прошла реорганизация сил УПА на северо-западе Украины. На базе трёх военных округов, существовавших с 1943 года, были образованы два генеральных округа (ГО):
- Северо-западный (проводник Иван Литвинчук («Максим», «Дубовой»)) — Брест, Ковель, Луцк;
- Северо-восточный (проводник Фёдор Воробец («Денис Шигунич»)) — Сарны, Кременец, Житомир.

Граница между генеральными округами проходила по реке Горынь.
Во второй половине 1944 года в составе УПА-Север были образованы соединения (ЗГ) «33» и «44»:
- ЗГ «33», или «Завихост» (действовало на территории Северо-западного ГО, командир Иван Литвинчук), в которое были сведены формирования ВО «Туров» и часть формирований ВО «Заграва» — 6 бригад и другие подразделения общей численностью 1300—1500 человек; все бригады базировались в северной, лесной части ГО, отдельные отряды — также в южных районах.
- ЗГ «44» (действовало на территории Северо-восточного ГО, командир Фёдор Воробец), в которое были сведены формирования ВО «Тютюнник» и часть формирований ВО «Заграва» — три отряда и другие подразделения общей численностью до 1000 человек.

С марта по декабрь 1945 года после гибели Дмитрия Клячкивского обязанности командира УПА-Север исполнял Микола Козак, позднее — Пётр Олейник (убит 17 февраля 1946 года). С февраля 1946 года УПА-Север возглавил Иван Литвинчук.
После того, как 15 января 1946 года командир ЗГ «44» Фёдор Воробец был захвачен в плен, руководящие структуры ЗГ «44» не восстанавливались, а остававшиеся отряды перешли в состав ЗГ «33» («Завихост», им. Хмельницкого) или действовали самостоятельно.

## Известные руководители
- Дмитрий Клячкивский — командующий, декабрь 1943 года (официально, с 26 января 1944 года) — 12 февраля 1945 года.
- Микола Козак — и. о. командующего (март — декабрь 1945 года).
- Пётр Олейник — и. о. командующего (декабрь 1945 — 17 февраля 1946 года).
- Иван Литвинчук — командующий (февраль 1946 — 19 января 1951 года).
- Василий Галаса — и. о. командующего (январь 1951 — 11 июля 1953 года).
- Василий Макар — руководитель СБ ОУН в штабе «УПА-Север».
- Микола Якимчук (Ковтонюк) — командующий ВО «Туров» (июль — ноябрь 1943 года).
- Юрий Стельмащук — командующий ВО «Туров» (ноябрь 1943 — октябрь 1944 года).
- Сильвестр Затовканюк — командующий ВО «Заграва» (весна 1943 — август 1943 года).
- Григорий Троцюк — командир отряда «Месть Полесья», действовал на территории Белоруссии.
- Фёдор Воробец — командующий ВО «Тютюнник» (ноябрь 1943 — август 1944 года).

## Численность УПА-Север
Численность УПА-Север, по данным украинского историка-архивиста Анатолия Кентия, достигала в начале 1944 г. от 12 до 16 тыс. человек, в том числе в группе «Рудого» — 3-4 тыс., «Дубового» — 3 тыс., «Энея» — 6 тыс. боевиков.
По другим данным, взятым из записей командующего УПА-Север Дмитрия Клячкивского, количество бойцов УПА-Север на начало лета 1943 года достигало примерно 2-3 тыс., к концу 1943 года — 8-10 тыс. Численность УПА-Север в первые месяцы 1944 достигала 6920 человек, в апреле — 6960. По советским данным, на 20 февраля 1945 года в Ровенской области действовало 40 крупных формирований УПА численностью 2608 человек, а в Волынской области — 28 отрядов общей численностью до 1200 человек.